# Brenda Vaccaro
Brenda Buell Vaccaro (New York, 18 novembre 1939) è un'attrice statunitense.

## Biografia
Di origini italiane, figlia di due ristoratori, Christine Pavia e Mario Vaccaro (già avvocato), che fondarono, nel 1943, il Mario's Restaurant a Dallas, Brenda Vaccaro frequentò la scuola di recitazione della Neighborhood Playhouse a Manhattan, e fece i più svariati mestieri, dalla cameriera all'indossatrice di costumi da bagno, prima di raggiungere la celebrità. Ebbe la prima occasione di rilievo in True Story, una soap opera televisiva, e destò una notevole impressione nel suo esordio cinematografico con il film La carta vincente (1969), diretto da Garson Kanin.
Nello stesso anno si affermò con una parte di rilievo nel drammatico Un uomo da marciapiede (1969), accanto a Dustin Hoffman e Jon Voight, e ottenne una candidatura all'Oscar alla miglior attrice non protagonista per la sua interpretazione della cinica direttrice di una rivista in Una volta non basta (1975), che le fece vincere anche il Golden Globe per la migliore attrice non protagonista nel 1976.
Il 1978 fu l'anno di Capricorn One, dove comparve tra i protagonisti accanto a Elliott Gould e James Brolin, mentre nel 1996 fece parte del cast del film L'amore ha due facce, come spalla dei protagonisti Barbra Streisand e Jeff Bridges. Apparve inoltre nel tredicesimo episodio della prima serie di Friends (1995), dove vestì i panni della madre di Joey Tribbiani. Sempre per il piccolo schermo, dal 1997 al 2004 prestò la voce al personaggio di Bunny Bravo nella serie a cartoni animati Johnny Bravo.
Nel 2010 fu candidata agli Emmy Award per la sua interpretazione in You Don't Know Jack - Il dottor morte, film per la TV interpretato accanto ad Al Pacino e diretto da Barry Levinson.

## Vita privata
Ebbe una relazione, iniziata nel 1971 e durata quasi sette anni con Michael Douglas.
Ha avuto quattro matrimoni: con Martin Fried (1965-1970), con William Bishop (1977-1978), con Charles Cannizzaro (1981-1982) e con Guy Hector (dal 1986).
Amica di Barbra Streisand da quando entrambe comparvero a Broadway nei primi anni 1960, fu da lei diretta nel film L'amore ha due facce (1996).

## Filmografia parziale

### Cinema
- Un uomo da marciapiede (Midnight Cowboy), regia di John Schlesinger (1969)
- La carta vincente (Where It's At), regia di Garson Kanin (1969)
- Amo mia moglie (I Love My Wife), regia di Mel Stuart (1970)
- Allucinante notte per un delitto (Going Home), regia di Herbert B. Leonard (1971)
- Una volta non basta (Once Is Not Enough), regia di Guy Green (1975)
- Un violento week-end di terrore (Death Weekend), regia di William Fruet (1976)
- Airport '77, regia di Jerry Jameson (1977)
- Capricorn One, regia di Peter Hyams (1978)
- Delitti inutili (The First Deadly Sin), regia di Brian G. Hutton (1980)
- Zorro mezzo e mezzo (Zorro, the Gay Blade), regia di Peter Medak (1981)
- Supergirl - La ragazza d'acciaio (Supergirl), regia di Jeannot Szwarc (1984)
- Acqua in bocca (Water), regia di Dick Clement (1985)
- Urla di mezzanotte (Heart of Midnight), regia di Matthew Chapman (1988)
- Cookie, regia di Susan Seidelman (1989)
- Dieci piccoli indiani (Ten Little Indians), regia di Alan Birkinshaw (1989)
- La maschera della morte rossa (The Masque of the Red Death), regia di Alan Birkinshaw (1989)
- Love Affair - Un grande amore (Love Affair), regia di Glenn Gordon Caron (1994)
- L'amore ha due facce (The Mirror Has Two Faces), regia di Barbra Streisand (1996)
- Sonny, regia di Nicolas Cage (2002)
- Crackers, regia di Gregory Principato (2012)
- Kubo e la spada magica (Kubo and the Two Strings), regia di Travis Knight (2016) - voce
- The Clapper, regia di Dito Montiel (2017)
- C'era una volta a... Hollywood (Once Upon a Time in... Hollywood), regia di Quentin Tarantino (2019)
- Nonnas, regia di Stephen Chbosky (2025)

### Televisione
- The Greatest Show on Earth – serie TV, episodio 1x04 (1963)
- Il reporter (The Reporter) – serie TV, episodio 1x05 (1964)
- The Nurses – serie TV, episodio 3x29 (1965)
- What's a Nice Girl Like You...?, regia di Jerry Paris – film TV (1971)
- Le strade di San Francisco (The Streets of San Francisco) – serie TV, episodio 1x15 (1973)
- Sara – serie TV, 12 episodi (1976)
- L'orgoglio di Jesse Hallam (The Pride of Jesse Hallam), regia di Gary Nelson – film TV (1981)
- Il profumo del successo (Paper Dolls) – serie TV, 13 episodi (1984)
- La signora in giallo (Murder, She Wrote) – serie TV, episodi 4x19-6x15-7x05 (1988-1990)
- Colombo (Columbo) – serie TV, episodio 9x06 (1990)
- Cuori senza età (The Golden Girls) – serie TV, episodio 6x12 (1990)
- Friends – serie TV, 1 episodio (1995)
- Racconti di famiglia (When Husbands Cheat), regia di Richard A. Colla – film TV (1998)
- You Don't Know Jack - Il dottor morte (You Don't Know Jack), regia di Barry Levinson – film TV (2010)
- Gypsy – serie TV, 8 episodi (2017)
- And Just Like That... – serie TV, episodi 1x02-1x03 (2021)

## Riconoscimenti
- Premio Oscar
  - 1976 – Candidatura alla miglior attrice non protagonista per Una volta non basta

## Doppiatrici italiane
Nelle versioni in italiano delle opere in cui ha recitato, Brenda Vaccaro è stata doppiata da:
- Solvejg D'Assunta in Amo mia moglie, Una volta non basta, Supergirl - La ragazza d'acciaio
- Aurora Cancian in La signora in giallo (ep. 6x15), Racconti di famiglia, Sonny, And Just Like That...
- Rita Savagnone in Un uomo da marciapiede, Capricorn One
- Vittoria Febbi in Love Affair - Un grande amore, L'amore ha due facce
- Paila Pavese in Un violento week-end di terrore, La signora in giallo (ep. 7x05)
- Germana Dominici in Airport '77
- Anna Miserocchi in Delitti inutili
- Mirella Pace in Il profumo del successo
- Renata Biserni in La signora in giallo (ep. 4x19)
- Marzia Ubaldi in Friends
- Monica Pariante in Nip/Tuck
- Lorenza Biella in You Don't know Jack - Il dottor Morte
- Cinzia Massironi in The Clapper
- Giovanna Martinuzzi in Gypsy
- Mirta Pepe in C'era una volta a... Hollywood
- Ada Maria Serra Zanetti in Nonnas

Da doppiatrice è sostituita da:
- Antonella Giannini in Johnny Bravo
- Marzia Ubaldi in Kubo e la spada magica